# Mistrzostwa Świata w Kolarstwie Torowym 1932
35. Mistrzostwa Świata w Kolarstwie Torowym 1932 odbyły się w stolicy Królestwa Włoch – Rzymie. Rozegrano trzy konkurencje: sprint amatorów i zawodowców oraz wyścig ze startu zatrzymanego zawodowców.

## Medaliści

### Mężczyźni
| Konkurencja                              | Złoto            | Srebro         | Brąz          |
| ---------------------------------------- | ---------------- | -------------- | ------------- |
| Sprint indywidualny amatorów             | Albert Richter   | Nino Mozzo     | Franz Dusika  |
| Sprint indywidualny zawodowców           | Jef Scherens     | Lucien Michard | Mathias Engel |
| Wyścig ze startu zatrzymanego zawodowców | Georges Paillard | Walter Sawall  | Erich Möller  |

## Klasyfikacja medalowa
| Miejsce | Państwo          |   |   |   | Razem |
| ------- | ---------------- | - | - | - | ----- |
| 1.      | Rzesza Niemiecka | 1 | 1 | 2 | 4     |
| 2.      | Francja          | 1 | 1 | 0 | 2     |
| 3.      | Belgia           | 1 | 0 | 0 | 1     |
| 4.      | Włochy           | 0 | 1 | 0 | 1     |
| 5.      | Austria          | 0 | 0 | 1 | 1     |